# Austin Bold FC
Austin Bold FC é uma equipe de futebol profissional americana localizada em Austin, Texas. Fundada em 2017, a equipe fez sua estreia na USL Championship em 2019.

## Estádio
O clube jogará em um estádio recém-construído no recinto do Circuito das Américas, localizado entre o anfiteatro e a grande praça. O primeiro gol no estádio foi marcado por Kléber Gladiador, na vitória de 1 a 0 contra o San Antonio FC no dia 30 de março de 2019.

## Proprietários
Bobby Epstein, presidente do Circuito das Américas, liderou o grupo de proprietários depois de se tornar proprietário majoritário em 2017. Ele está atualmente envolvido em uma batalha de relações públicas com Anthony Precourt, que foi sancionada pela Major League Soccer para criar uma franquia em Austin depois de vender sua participação em meio a polêmica no Columbus Crew . Epstein espera construir sua base de fãs de franquias e usar a percepção pública e o governo da cidade para impedir Precourt de fundar uma equipe, talvez comprando ele mesmo os direitos de franquia. Epstein tem sido criticado por suas táticas, incluindo a contratação de ativistas de petições que são acusados de mentir para o público.

## Elenco
Última atualização em: 5 de julho de 2020.
Legenda
- : Capitão
- : Jogador lesionado
- : Jogador suspenso

## Estatísticas

### Participações
|  | Participações em 2020 |

| Competição     | Competição               | Temporadas | Melhor campanha    | Estreia | Última | P | R |
| Estados Unidos | Lamar Hunt U.S. Open Cup | 2          | Quarta Fase (2019) | 2019    | 2020   |   | – |